# نقص التأكسج النسيجي
نقص التأكسج النسيجي (بالإنجليزية: Histotoxic hypoxia)‏ (يسمى أيضًا نقص الأكسجين النسيجي أو نقص التأكسج بالتسمم النسيجي) هو عدم قدرة الخلايا على امتصاص أو استخدام الأكسجين من مجرى الدم، على الرغم من التوصيل الطبيعي للأكسجين إلى هذه الخلايا والأنسجة. ينتج نقص التأكسج النسيجي عن تسمم الأنسجة، مثل ذلك الذي يسببه السيانيد (الذي يعمل عن طريق تثبيط السيتوكروم أوكسيديز ) وبعض السموم الأخرى مثل كبريتيد الهيدروجين (منتج ثانوي لمياه الصرف الصحي ويستخدم في دباغة الجلود).

## الأسباب
يشير نقص التأكسج النسيجي إلى انخفاض في إنتاج الأدينوسين ثلاثي الفوسفات ATP بواسطة الميتوكوندريا بسبب خلل في الاستخدام الخلوي للأكسجين.

### السيانيد
مثال على نقص التأكسج النسيجي هو التسمم بالسيانيد. هناك انخفاض عميق في استهلاك الأكسجين في الأنسجة حيث يتم حظر تفاعل الأكسجين مع السيتوكروم أوكسيديز بسبب وجود السيانيد. يرتبط السيانيد بأيون الحديديك الموجود على السيتوكروم أوكسيديز أ 3 ويمنع التفاعل الرابع والأخير في سلسلة نقل الإلكترون. هذا يوقف تماما الفسفرة المؤكسدة ويمنع الميتوكوندريا من إنتاج الأدينوسين ثلاثي الفوسفات. وهناك غيرها من المواد الكيميائية التي تقطع سلسلة نقل الإلكترون الميتوكوندريا (على سبيل المثال، روتينون، أنتيمايسين إيه) وآثار المنتجات على الأوكسجين الأنسجة مماثلة لتلك التي السيانيد. يتناقص استخراج الأكسجين بالتوازي مع انخفاض استهلاك الأكسجين، مما ينتج عنه زيادة في محتوى الأكسجين الوريدي و PvO2. على الرغم من أن السيانيد يحفز المستقبلات الكيميائية للجهاز التنفسي المحيطي، فإن زيادة جزء الأكسجين المستوحى ليس مفيدًا، حيث توجد بالفعل كمية كافية من الأكسجين لا يمكن للخلايا السامة استخدامها.

#### العلاج
مجموعة ترياق السيانيد هي طريقة مستخدمة على نطاق واسع في علاج نقص التأكسج الناجم عن السيانيد. يتكون من ثلاثة أجزاء مختلفة يتم تناولها واحدة تلو الأخرى. الأجزاء الثلاثة هي نتريت الأميل ونتريت الصوديوم وثيوكبريتات الصوديوم. تعمل النيتريت مع الهيموجلوبين لتكوين ميثيموغلوبين يربط السيانيد. يفضل السيانيد على أيون الحديديك الموجود في الميثيموغلوبين على أيون الحديديك الموجود في السيتوكروم أوكسيديز أ 3 ويسبب سحب السيانيد من الميتوكوندريا. هذا يجعل الميتوكوندريا تنتج الأدينوسين ثلاثي الفوسفات مرة أخرى وتوقف نقص التأكسج النسيجي.

### الإقفار
يمكن أن يكون نقص التأكسج النسيجي نتيجة لنقص التروية في حالة السكتة الدماغية أو الالتهاب. في حالة الالتهاب، يمكن أن تؤدي الأمراض الالتهابية العصبية مثل مرض الزهايمر ومرض باركنسون والتصلب المتعدد إلى نقص التأكسج النسيجي. أثناء السكتة الدماغية، هناك انقطاع في إمداد الدم يتبعه ضخه مما يؤدي إلى نقص التأكسج بسبب تراكم أنواع الأكسجين التفاعلية (ROS). في حالة الأمراض الالتهابية، يمكن أيضًا أن يحدث نقص التأكسج النسيجي بواسطة أنواع الأكسجين التفاعلية من تلف الميتوكوندريا في الآفات النشطة للتصلب المتعدد المزمن. يمكن أن تؤدي الوسائط الالتهابية مثل الهيم أوكسيجيناز -1 (HO-1) إلى نقص التأكسج النسيجي عندما يتم إطلاقها بشكل زائد وتتسبب في عزل الحديد كما في حالات مرض الزهايمر ومرض باركنسون والتصلب المتعدد.